# Estación Brooklin
Estación Brooklin es una de las estaciones del metro de la ciudad brasileña de São Paulo, en Brasil. Pertenece a la Línea 5-Lila, es parte del de expansión de la línea hasta la estación Chácara Klabin de la Línea 2-Verde el 28 de septiembre de 2018. Estaba prevista su inauguración en el año 2014, pero solamente fue terminada e inaugurada oficialmente el 6 de septiembre de 2017. El 27 de noviembre de 2017 comenzó a funcionar comercialmente en período integral, de las 4 a las 24 horas.
Al principio, se llamaría Brooklin-Campo Belo, pero su nombre fue modificado a solamente Brooklin.

## Tabla
| Sigla | Estación | Inauguración            | Capacidad             | Integración              | Plataformas | Posición    | Comentarios |
| ----- | -------- | ----------------------- | --------------------- | ------------------------ | ----------- | ----------- | ----------- |
| BRK   | Brooklin | 6 de septiembre de 2017 | 12.000 pasajeros/hora | Bilhete Único de SPTrans | Central     | Subterránea | Funcionando |